# Austrolimnophila yumotana
Austrolimnophila yumotana là một loài ruồi trong họ Limoniidae. Chúng phân bố ở miền Cổ bắc.